# Ramon (Mondkrater)
Ramon ist ein Einschlagkrater auf der Mondrückseite.

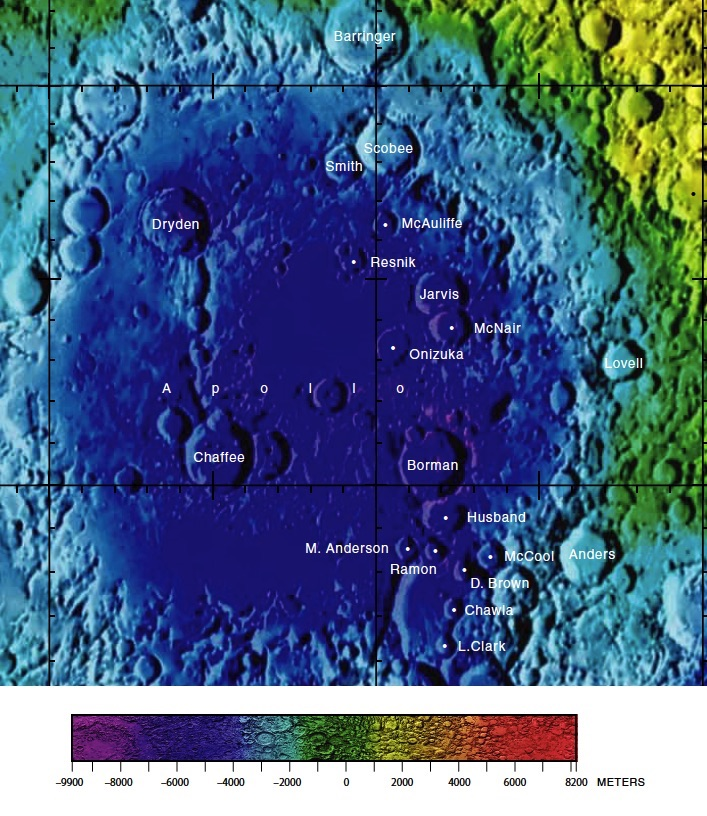
Topographische Karte des Apollo-Kraters, Ramon im rechten, unteren Bildteil

Der Krater Ramon befindet sich im südöstlichen Inneren des riesigen Kraters Apollo, südlich von Husband, zwischen M. Anderson und D. Brown. 
Bei einem Durchmesser von zirka 17 km gibt es zwischen Kraterwall und Kraterboden einen Höhenunterschied von 2,42 km.
Der Krater wurde 2006 von der IAU offiziell nach dem israelischen Astronauten Ilan Ramon benannt. Dieser gehörte zur siebenköpfigen Crew der 2003 verunglückten Columbia-Mission STS-107, deren Mitglieder allesamt Namensgeber für Krater im Inneren von Apollo sind.